# بلدة ريدر (كانساس)
بلدة ريدر هو بلدة في مقاطعة أندرسون، كانساس، الولايات المتحدة الأمريكية. اعتبارًا من تعداد 2010، كان عدد سكانها 452 نسمة.

## التاريخ
تأسست بلدة ريدر في عام 1857. سميت باسم أندرو هوراشيو ريدر، أول حاكم إقليمي لكانساس.

## روابط خارجية
- US-Counties.com
- مدينة سيتي.كوم